# 누사두아

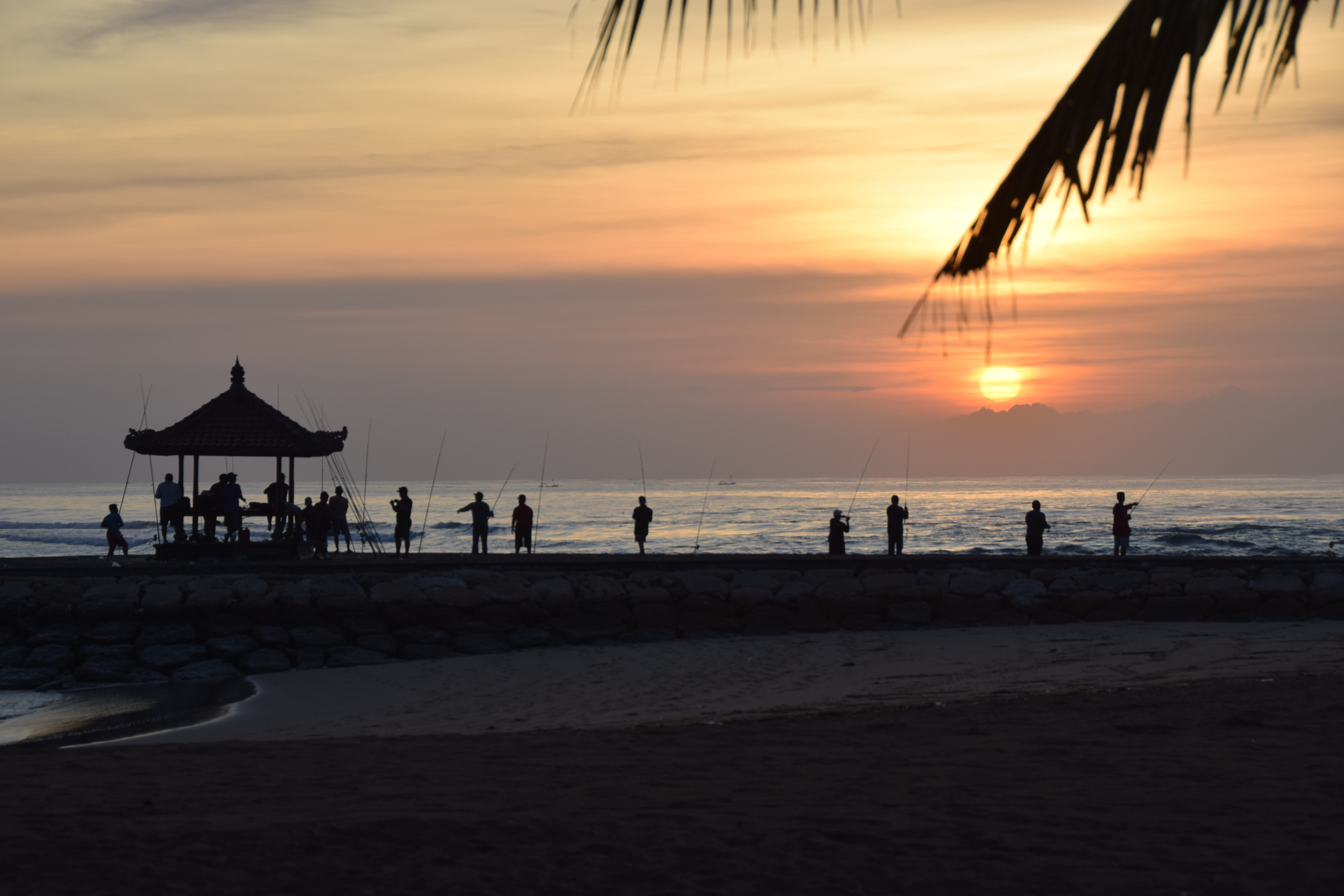

누사두아(Nusa Dua)는 인도네시아 발리주 남부에 1970년대에 건설된 휴양지이다. 대규모 5성급 리조트의 중심지로 알려진 이 지역은 350헥타르의 부지에 20개 이상의 리조트를 보유하고 있다. 발리의 주도인 덴파사르에서 22km 떨어져 있으며 바둥군(Badung Regency) 사우스 쿠타(South Kuta)의 베노아(Kelurahan) 지역의 일부로 관리된다. 누사두아(Nusa Dua)는 발리관광개발공사 지역 만에 섬이 두 개 있기 때문에 두 개의 섬(nusa '섬', dua '둘')이라는 뜻이다. 남쪽에는 반도 섬이 있고 북쪽에는 누사 달마 섬이 있는데, 이 섬은 더 작지만 더 그늘지고 푸라/사원 누사 달마가 있다.

## 게거 해변
게거 해변(Geger Beach)은 누사두아 남부 지역에서 약 3km 떨어진 사와간에 위치하고 있다. 그곳의 바다는 잔잔하여 농부들이 바닷말을 재배할 수 있을 뿐만 아니라 관광객들이 수영을 즐기기에도 매력적인 곳이다.